# Zeppelin R-klasse
Zeppelin R-klasse var typebetegnelsen for 17 såkaldte storkamp- eller super-zeppelinere bygget 1916-17 under 1. verdenskrig af Luftschiffbau Zeppelin med fabrikations-numrene LZ 62-LZ 90.
Der blev leveret 15 R-klasse zeppelinere fra de forskellige monteringshaller i Friedrichshafen, Löwental og Berlin-Staaken til den tyske kejserlige marine og 2 til det tyske kejserriges hær, som forsynedes med taktiske numre:
| Marinen | Hæren                                     |
| --- | ----------------------------------------- |
| - LZ 62 - L 30 Friedrichshafen (stationeret 5. april til 2. maj 1917 i Tønder) - LZ 72 - L 31 Löwental - LZ 74 - L 32 Friedrichshafen - LZ 75 - L 37 Staaken (stationeret fra maj til 28. juni 1917 i Tønder) - LZ 76 - L 33 Friedrichshafen - LZ 78 - L 34 Löwental - LZ 79 - L 41 Staaken - LZ 80 - L 35 Friedrichshafen - LZ 82 - L 36 Friedrichshafen - LZ 84 - L 38 Löwental - LZ 85 - L 45 Staaken (kun stationeret i Tønder) - LZ 86 - L 39 Friedrichshafen - LZ 87 - L 47 Staaken - LZ 88 - L 40 Friedrichshafen - LZ 89 - L 50 Staaken | - LZ 83 - LZ 113 Staaken - LZ 90 - LZ 120 |

På luftskibsbasen i Tønder kunne de store luftskibe ikke være i de 2 små haller, men kun i den store Toska-dobbelthal.

## Super-zeppeliner
Udviklingen af R-klasse super-zeppelinerne, som blev større end de hidtil største i Q-klassen, gik i gang efter marinens forkastelse af projektforslag fra Luftschiffbau Zeppelin og Luftschiffbau Schütte-Lanz om udvikling af en ny type luftskibe til eksisterende hangarer. Det blev besluttet at de ny luftskibe uanset størrelse skulle have 6 motorer og bygges i samarbejde mellem de 2 selskaber.
Luftschiffbau Zeppelin byggede nye monteringshaller i Friedrichshafen og i Staaken ved Berlin.
Marinen byggede nye hangarer i Ahlhorn i Oldenborg ved Bremen og udvidede de eksisterende i Seddin (ved den nuværende polske by Słupsk) og i Tønder, der på daværende tidspunkt var en del af Tyskland.
Allerede i efteråret 1916 blev L 33 skudt ned over London af antiluftskyts og L 31, L 32 og L 34 af fly med med brændbar ammunition, hvorfor Strasser konkluderede:

Store højder er det bedste forsvar mod fly og langt større angrebshøjde er så nødvendig for luftskibsoperationer mod England, at alle resulterende ulemper, inklusiv formindsket hastighed, må accepteres
Ved at afmontere en motor på 1.750 kg i bagerste gondol lykkedes det i februar 1917 for L 35 og L 39 at nå en højde af 5 km.
Under en testflyvning 27. februar 1917 satte den nybyggede 'højde-klatrer' zeppelin S-klasse L 42 højderekord på ca. 6 km.
Dermed banedes vej for en modifikation af R-klassen til en lettelse af konstruktionen og den 16./17. marts 1917 foretog L 35, L 39, L 40, L 41 og L 42 det første angreb i stor højde mod London.
Angrebet viste imidlertid sårbarhed ved manøvrering i så store højder.

## Prototypen LZ 62 / L 30
På luftskibsbasen i Tønder måtte Toska-dobbelthallen forlænges for at kunne indeholde de store R-klasse super-zeppelinere.
Her var L 30 stationeret fra 5. april 1917, men overflyttedes allerede 2. maj til Seerappen ved Königsberg i Østpreussen (nu Kaliningrad i Rusland). Efter 1. verdenskrigs afslutning afleveredes luftskibet som krigsskadeerstatning til Belgien, hvor de originale gondoler nu kan ses på det kongelige militærhistoriske museum i Bruxelles.

## Specifikationer
| Længde          | 196,5 m (L 30 og L 31 var 198 m)                   |
| Diameter (max.) | 23,9 m                                             |
| Gasvolumen      | 55.210 m³                                          |
| Motorer         | 6 stk. Maybach HSLu 6-cylinder 240 hk rækkemotorer |
| Tophastighed    | 101 km/t                                           |
| Tophøjde        | 4 km                                               |
| Besætning       | 17-21                                              |

Egenvægt 31,4 ton, nyttelast 32,4 ton og totalvægt 63,8 ton.
Marinens luftskibe i R-klassen bevæbnedes med op til 10 vandkølede MG 08 maskingeværer.
Hæren brugte som regel luftkølede Parabellum MG 14.

## Eksterne links
- Les zeppelins de série r Arkiveret 8. oktober 2014 hos  Wayback Machine - lzdream.net
- Zeppelin L.30 Class Arkiveret 17. oktober 2014 hos  Wayback Machine - all-aero.com
- LZ62/L30 - Der "Großkampf-Typ" - dokufunk.org
- Differentiate Class of the Zeppelin series Arkiveret 16. oktober 2014 hos  Wayback Machine - wbs.ne.jp
- De Superzeppelin Arkiveret 29. september 2007 hos  Wayback Machine - home.scarlet.be

1. ↑  Zeppelins: German Airships 1900-40 Arkiveret 19. oktober 2014 hos  Wayback Machine, af Charles Stephenson (2004). ISBN 9781841766928
2. ↑  Brussels Air Museum Arkiveret 25. december 2017 hos  Wayback Machine - sbap.be
3. ↑  Brussels Zeppelin L30 - wwi-models.org